# Ice Adonis
Ice Adonis (en hangul, 노란 복수초; romanización revisada, Noran Boksucho), también conocida en español como Adonis, flor de invierno y Flor de la venganza, es una serie de televisión surcoreana emitida en TVN desde el 27 de febrero hasta el 30 de agosto de 2012, protagonizada por Lee Yoo Ri, Hyun Woo Sung, Yoon Ah Jung y Jung Chan.

## Argumento
Yeon Hwa y Yoo Ra se convirtien en hermanas luego de que la madre de Yeon Hwa se comprometiera con el padre de Yoo Ra, pero hay una distancia invisible entre ambas, especialmente por el novio de Yeon Hwa que es Yoon Jae, a quien Yoo Ra ama desde hace tiempo. Un día, accidentalmente Yoo Ra atropella a Yoon Hee, la hermana de Yoon Jae, muere. Con la ayuda de su padre,juez, y el oficial policía Park, Yoo Ra planea culpar a Yeon Hwa por el accidente. Yeon Hwa es sentenciada a tres años en prisión y se entera de que Yoon Jae y Yoo Ra van a casarse.

## Reparto

### Personajes principales
- Lee Yoo Ri como Seol Yeon Hwa.
- Hyun Woo Sung como Ha Yoon Jae.
- Yoon Ah Jung como Choi Yoo Ra.
- Jung Chan como Choi Kang Wook.

### Personajes secundarios
- Min Ji Hyun como Seol Soo Ae.
- Kim Young Ran como Han Kyung Sook.
- Yoo Hye Ri como Jang Min Ja.
- Shim Eun Jin como Ha Yoon Hee.
- Kang Suk Jung como Kim Tae In.
- Choi Sang Hoon como Choi In Seok.
- Jung Hye Sun como Jo Myung Ru.
- Jung Kyung Ho como Park Chang Do.
- Jo Kyung Hwan como Ha Myung Gook.
- Ha Jae Sook como Kim Young Soon.
- Hong Yeo Jin como Julia/Joo Hye Ran.
- Ham Jin Sung como Subordinador de Tae In.
- Yoo Pil Ran como Estilista instructor.

## Recepción
El drama encabezó la tabla de calificaciones entre otros programas por cable durante 18 semanas consecutivas, que dio lugar a su ejecución original de 100 episodios que se amplían por otros ocho episodios. Los derechos de distribución se vendieron posteriormente a Japón, Taiwán, Singapur, Filipinas e Indonesia.[cita requerida]

## Emisión internacional
- Filipinas: GMA7 (2013).
- Hong Kong: J2 (2013).
- Perú: Panamericana Televisión (2015, 2017).[2]
- Singapur: Channel U (2012-2013).
- Taiwán: ON-TV (2013).
- Vietnam: TodayTV - VTC7 (2012).